# Luang Prabang Laos Open
Het Luang Prabang Laos Open in 2012 is een golftoernooi van de Asean Tour. Het toernooi wordt gespeeld op de Luang Prabang Golf Club. De organisatie is in handen van de Asean Tour en is bestemd voor leden van de Aziatische PGA's.

## 2012
De eerste editie is in 2012, en het is dan het eerste professionele golftoernooi in Laos en het eerste toernooi op de agenda van de Asean Tour in 2012.

### De baan
Te midden van de heuvels ligt sinds 2008 de 18-holesbaan (par 72) van de Luang Prabang Golf Club. De natuur is schitterend, de Mekong heeft watervalletjes en loopt door de baan, er is een meer vol waterlelies en dichte bossen scheiden de holes van elkaar af. De golfbaan maakte deel uit van een groot sportcomplex, gebouwd door Dawoon Company uit Zuid-Korea. Het bedrijf heeft voor 200 hectare een 50-jarig huurcontract afgesloten met de overheid, waarna de grond aan hen zal worden overgedragen. Er zijn ook voetbalvelden aangelegd en een renbaan voor paarden.

### Spelers
- Thaworn Wiratchant
- verder nog niet bekend